# Ялак
Ялак (рос. Ялак) — село Ахтинського району, Дагестану Росії. Входить до складу муніципального утворення Сільрада Село Ялак.
Населення — 565 (2015).

## Населення
За даними перепису населення 2002 року в селі мешкала 371 особа. В тому числі 187 (50,40 %) чоловіків та 184 (49,60 %) жінки.
Переважна більшість мешканців — лезгини (100 % від усіх мешканців). У селі переважає лезгинська мова.